# Xiangtan
Xiangtan (Chinees: 湘潭; pinyin: Xiāngtán) is een stadsprefectuur in het oosten van de zuidelijke provincie Hunan, Volksrepubliek China. De prefectuur telt 2,7 miljoen inwoners, waarvan bijna 1 miljoen in de stad zelf (2020). Met de steden Changsha en Zhuzhou vormt het de metropool "Changzhutan".

## Indeling
- Xiangxiang (湘乡)
- Shaoshan (韶山)
- Xiangtan (湘潭县)
- Yuetang, district (岳塘区)
- Yuhu, district (雨湖区)

## Geboren
- Peng Dehuai (1898-1974), militair leider en politicus
- Peng Shuai (1986), tennisster